# Маркелов Володимир Олександрович
Володимир Олександрович Маркелов (рос. Владимир Александрович Маркелов; 31 серпня 1987, м. Новосибірськ, СРСР) — російський хокеїст, нападник. Виступає за ХК «Гомель» у Білоруській Екстралізі. 
Вихованець хокейної школи «Сибір» (Новосибірськ). Виступав за «Сибір-2» (Новосибірськ), «Сибір» (Новосибірськ), «Зауралля» (Курган), ХК «Гомель».